# 费尔干纳黄芪
费尔干纳黄芪（学名：Astragalus ferganensis）是豆科黄芪属的植物。 为多年生草本。

## 分布
费尔干纳黄芪分布于中国的西南天山、内天山，以及塔吉克斯坦、吉尔吉斯斯坦（奥什）和乌兹别克斯坦（安集延、卡什卡达里亚、纳曼干和塔什干）。

## 生境
生于碎石质山坡、土质荒漠、戈壁，海拔300-1600米处。

## 分类
B. A. 费德琴科（B. A. Fedtschenko）对该物种进行了科学描述。   发表于《塔吉克斯坦植物志》（Fl. Tadzhikistana）5：414（1937）。